# ASC Denain-Voltaire
Die Association sportive Cail Denain Voltaire Porte du Hainaut (kurz auch: ASC Denain-Voltaire) ist ein französischer Basketballverein aus der Gemeinde Denain.

## Geschichte
Der Verein wurde 1947 im Hof der Schule Denain-Voltaire vom Lehrer Jean-Marie Degros gegründet. Zwei Jahre nach der Gründung trat er der Französischen Basketballföderation bei und nahm fortan am Ligabetrieb teil. Im Jahr 1958 noch Vizepokalsieger feierte Denain 1960 mit dem Gewinn des französischen Basketballpokals den ersten Titelgewinn. Fünf Jahre später wurde der Klub französischer Meister. Im Team waren auch fünf Schüler der Schule, an dem der Verein gegründet wurde. Im Folgejahr spielte man erneut eine starke Saison und wurde Vizemeister und zum dritten Mal Pokalsieger. In der Saison 1966/67 gelang der vierte Pokalsieg und 1971 noch einmal eine Vizemeisterschaft. Dies war der letzte Erfolg des Vereins, der danach in die unteren Ligen abstieg. Derzeit spielt ASC Denain-Voltaire in der zweithöchsten Spielklasse Frankreichs, der LNB Pro B.

## Halle
Der Verein trägt seine Heimspiele im 2.500 Plätze umfassenden Complexe Sportif de Denain aus. 

## Erfolge
National
- Französischer Meister: 1965
- Finalist (Vizemeister): 1966, 1971
- Französischer Pokalsieger: 1960
- Finalist (Vize-Pokalsieger): 1958, 1965, 1966, 1967